# Hans Jürgen Kallmann
Hans Jürgen Kallmann (* 20. Mai 1908 in Wollstein, Provinz Posen; † 6. März 1991 in Pullach im Isartal, Oberbayern) war ein deutscher Maler.

## Leben
Kallmann war der Sohn eines Hautarztes. Er wuchs in Halle (Saale) auf und verbrachte die Anfangsjahre als Künstler von 1930 bis 1944 in Berlin.
In der Zeit des Nationalsozialismus war er obligatorisch Mitglied der Reichskammer der bildenden Künste, und er konnte sich bis mindestens 1943 an wichtigen Ausstellungen beteiligen. 1937 wurden im Rahmen der deutschlandweiten konzertierten Aktion „Entartete Kunst“ nachweislich sechs Bilder Kallmanns, die nicht dem NS-Kunstkanon entsprachen, aus öffentlichen Sammlungen beschlagnahmt.
1949 erhielt Kallmann einen Ruf an die Kunstakademie in Caracas in Venezuela, wo er als Professor Akt- und Porträtmalerei unterrichtete.
Kallmann kehrte 1952 nach Deutschland zurück und lebte und arbeitete als freischaffender Künstler in Pullach bei München bis zu seinem Tod 1991. Ab Mitte der 1950er Jahre wurde Kallmann als Bildnismaler bekannt durch seine psychologisch einfühlsamen Porträts namhafter Persönlichkeiten aus Kultur, Wissenschaft und Politik, wie zum Beispiel Konrad Adenauer, Otto Hahn, Theodor Heuß, Fritz von Waldthausen, Johannes XXIII., Mao, Ernst Jünger, Konrad Lorenz, Carl Orff, Bertolt Brecht, Romano Guardini oder der Physiker Walther Meißner.
Kallmanns bevorzugte Maltechniken waren Ölmalerei und eine ungewöhnliche Mischtechnik aus Pastell- und Temperamalerei, deren Rezept er stets geheim hielt. Als Zeichner bevorzugte Kallmann Pastellkreide, Kohle und ab den 1950er Jahren einen besonderen lichtechten Filzstift. Beeinflusst von den deutschen Impressionisten Max Slevogt und Max Liebermann sowie den Malern des Expressionismus entwickelte Kallmann eine persönliche künstlerische Handschrift, in der sich expressiver Gestus mit figürlicher Malweise verband. Naturbeobachtung und die Umsetzung und Umgestaltung des Gesehenen in eine neue bildnerische Realität waren für ihn die Voraussetzung für künstlerisches Schaffen. Sein ganzes Leben lang blieb er einer expressiven, figürlichen Malerei treu.
Das Lebenswerk des Malers Hans Jürgen Kallmann wird in dem 1992 eröffneten Kallmann-Museum, einem Stiftungsmuseum, in Ismaning bei München betreut.

## Ehrungen
- 1977: Goldene Medaille der Humboldt-Gesellschaft
- 1990: Großes Verdienstkreuz der Bundesrepublik Deutschland

## 1937 als „entartet“ aus öffentlichen Sammlungen beschlagnahmte Werke
- Hyäne in der Nacht (Öl, 126 × 126 cm; Wallraf-Richartz-Museum Köln; 1937 in der Ausstellung „Entartete Kunst“ in München vorgeführt, danach vernichtet.)
- Der heulende Hund (Pastell; Kronprinzen-Palais der Nationalgalerie Berlin; vernichtet.)
- Sonnenblume (Pastell; Kronprinzen-Palais der Nationalgalerie Berlin; 1940 zur „Verwertung“ auf dem Kunstmarkt an den Kunsthändler Bernhard A. Böhmer. Verbleib ungeklärt.)
- Krokus im Sturm (Pastell, 64,2 × 48,2 cm, 1935; Kronprinzen-Palais der Nationalgalerie Berlin; 1940 zur „Verwertung“ auf dem Kunstmarkt an den Kunsthändler Bernhard A. Böhmer. Verbleib ungeklärt.)
- Pferd und Sonne (Kohle-Zeichnung, 1934; Kronprinzen-Palais der Nationalgalerie Berlin; vernichtet.)
- Möwen und Krähen (Kohle-Zeichnung, 64,2 × 48,4 cm, 1934; Kronprinzen-Palais der Nationalgalerie Berlin; vernichtet.)

## Sicher belegte Teilnahme an Ausstellungen in der Zeit des Nationalsozialismus
- 1937: Gelsenkirchen, Städtische Kunstsammlung (Einzelausstellung mit Gottfried Diehl und Hermann Peters)
- 1940: Dessau, Anhaltinische Gemäldegalerie („Aquarelle Deutscher Maler“)
- 1942: Köln („Der Deutsche Westen“)
- 1943: Mannheim, Städtische Kunsthalle („Deutsche Pastelle der Gegenwart“)